# Alopecosa huabanna
Alopecosa huabanna là một loài nhện trong họ Lycosidae.
Loài này thuộc chi Alopecosa. Alopecosa huabanna được Jun Chen, Da-xiang Song & Gao miêu tả năm 2000.